# Charles D. Sherwood
Charles D. Sherwood (New Milford, 18 novembre 1833 – Chicago, 5 luglio 1895) è stato un politico statunitense. È stato vicegovernatore del Minnesota sotto il governatore Stephen Miller ed è il più giovane politico ad essere diventato speaker della Camera dei rappresentanti del Minnesota. Morì a Chicago nel 1895.